# Rubby Pérez
Roberto Antonio Pérez Herrera (Bajos de Haina, 8 de marzo de 1956-Santo Domingo, 8 de abril de 2025), conocido como Rubby Pérez, fue un músico y cantante de merengue dominicano. Recibió su nombre y apellido artístico por parte de su abuela materna y empezó a ser conocido como La voz más alta del merengue después de cantar en programas de televisión.
Pérez estudió en el conservatorio de música en su país, tocando el piano y la guitarra. Cuando decidió comenzar una carrera en el mundo artístico, ya tenía asignado; sin proponérselo, el nombre por el cual sería conocido posteriormente.

## Biografía
Pérez, nació el 8 de marzo de 1956; en República Dominicana, específicamente en Haina. En sus primeros años, pretendía ser beisbolista. Vio sus sueños malogrados, debido a un accidente automovilístico; que le causó daños a su pierna izquierda pero no todo fue decepción, ya que su medio hermano menor; Neifi, entró a las Grandes Ligas de Béisbol posteriormente.  
Después de haber estudiado música en el Conservatorio Nacional de Santo Domingo, dio sus primeros pasos como integrante de las agrupaciones: Coro de la Sociedad de Orientación Juvenil, Los juveniles de Baní, en 1978 y Los hijos del Rey. Pérez, se hizo sentir luego que entró a la orquesta de Wilfrido Vargas; durante los primeros años de la década de 1980 (1982-1987), donde tuvo el honor de popularizar éxitos como "El Africano", "Volveré", "Las Avispas", "Cuando estés con él" y "Cobarde, Cobarde", entre otros.
Su incursión como solista en 1987, trajo éxitos como "Buscando tus Besos; en colaboración de Álex Bueno, "Dame veneno", "Enamorado de ella", "Hazme olvidarla", "Sobreviviré", "Tú vas a volar", "Hipocresía", "El perro ajeno", "Así no te amarán jamás" y "Tonto corazón", entre otros.
Ha tenido dos éxitos en las listas de Billboard. Su álbum homónimo, “Rubby Pérez"; estuvo dos semanas en la lista Tropical, alcanzando el puesto #15 y su tema, "Enamorado de ella"; fue #29 en el Latin Charts y el mismo, junto con el zuliano, Omar Enrique.
Ha sido ganador de reconocimientos, como los Premios Casandra de República Dominicana; en los que ha ganado en las categorías "Orquesta del año" y "Merengue del año". En Venezuela, ganó discos de oro y platino en 1988, con su primer disco como solista. También recibió dos Premios Globo, a "Mejor canción" y "Álbum del año".
En 2025, regresó póstumamente a los charts de Billboard al debutar su álbum de 2021, Rubby Pérez ¡Grandes Éxitos!, en el No. 7 de la lista Tropical Albums (con fecha del 19 de abril).
El 15 de junio de 2025, Nicolás Maduro le otorgó la nacionalidad venezolana post mortem; la cual fue entregada a su hija Zulinka en Caracas, donde estuvo acompañada por Sergio Vargas, Bonny Cepeda y Fernando Villalona.
El 11 de julio de 2025, se realizó el homenaje “Rubby Pérez, infinito” en su honor, en el Teatro Nacional Eduardo Brito; donde participaron sus hijas Zulinka y Ana Beatriz, su yerno Miguel Báez, Olga Tañón, Milly Quezada, Ramón Orlando, Toño Rosario, Eddy Herrera, Amaury Gutiérrez, Álex Bueno, Pavel Núñez y José Peña Suazo, entre otros.

## Vida personal
Estuvo casado durante 48 años con Inés Antonia Lizardo (nacida el 20 de abril de 1954), hasta la muerte de esta; el 15 de octubre de 2022, a causa de cáncer de mama; con quien tuvo cuatro hijos: Julio Alberto, Zulinka Yadhira, Yuzulka Inés y Rubmariel Yanilet. De relaciones extramaritales, nacieron tres hijos más: Casiey Aileen, el 29 de junio de 1988; en Nueva York, con la colombiana Elvia Pérez (nacida en abril de 1963); quien en 2006, lo demandó en República Dominicana por la suma de 150 mil dólares; en reclamo de derecho de alimentos para su hija, entonces menor de edad. Bryan Estevan Rivas, el 11 de julio de 1988 (a quien conoció en Washington D. C., cuando ya este tenía diez años); con la salvadoreña Evelyn Rivas (nacida en septiembre de 1963) y Ana Beatriz, el 23 de marzo de 2010; con la dominicana Michelle Reynoso (nacida en mayo de 1981). Además, tuvo siete nietos: Sara (2002) e Ian Pérez Reyes (2003), hijos de Julio; Naím Báez (2010), hijo de Zulinka; Deuce (2010), Amir (2013) y Kamryn Rivas (2020), hijos de Bryan y Mason Lebrón (2024), hijo de Casiey. Su última pareja, fue Leidy Altagracia Rosario (1980); actual Cónsul de República Dominicana en Houston.

## Fallecimiento
Junto a más de doscientos espectadores, falleció mientras actuaba el martes 8 de abril de 2025, cuando se produjo el colapso del techo de la discoteca Jet Set, en torno a las 12:40 a.m. aproximadamente, en medio de uno de sus multitudinarios conciertos. Actuaba con su hija Zulinka, el esposo de esta; Miguel Báez (quienes eran sus coristas) y su banda. Zulinka y su esposo, sobrevivieron pero el saxofonista de la banda; Luis Solís, conocido como “Chican”, falleció.
En la mañana del 9 de abril, se encontró el cuerpo sin vida del músico; siendo confirmado por las autoridades dominicanas. Los restos de Pérez, fueron trasladados al Teatro Nacional Eduardo Brito; donde se celebró su funeral.
Personalidades y artistas como Juan Luis Guerra, Olga Tañón, Óscar d'León, Wilfrido Vargas, Marc Anthony, Sergio Vargas, Karla Breu, Yordano, Toño Rosario y Alejandro Sanz entre otros, se pronunciaron en sus redes sociales, lamentando la pérdida de Rubby Pérez.

## Filantropía
Rubby Pérez fue reconocido por el Comité de Partidos Políticos Latinoamericanos en Estados Unidos (COPOLA USA) por su ayuda a las víctimas del terremoto que afectó Haití en 2010.

## Discografía
- Buscando Tus Besos (1987)

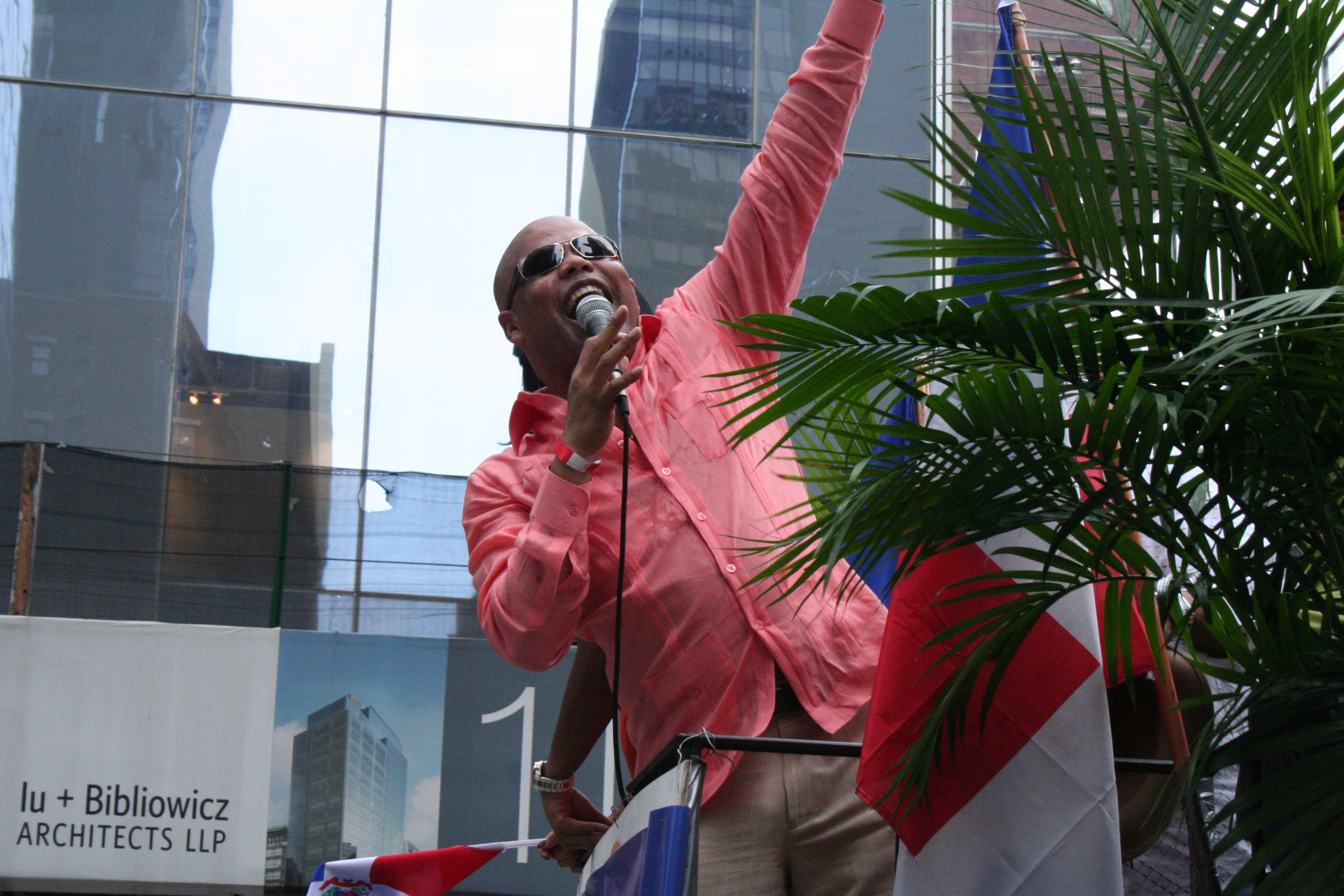
Rubby Pérez en el Desfile Dominicano de Nueva York 2009.

1. Buscando tus Besos (Solo o dúo con Álex Bueno)
2. Dame Veneno
3. Contigo
4. Ave de Paso
5. De Color de Rosa
6. Cobarde Cobarde
7. Saca la Mano Antonio
8. Por Tener Tu Amor
9. Bailando Tan Cerca
10. Te Odio y Te Quiero

- Fiesta Para Dos! (1988)

1. Fiesta Para Dos
2. Ahora
3. Hazme Olvidarla
4. Vagabundo
5. Amor Mío
6. Enamorado de Ella
7. La Mal Amada
8. Hoy
9. Imagínate
10. Caribeña

- Simplemente Amor (1990)

1. Amor de Hembra
2. La Mujer Que Más Yo Quiero
3. Culpable Tú
4. El Veneno de Tus Labios
5. En Tu Ausencia
6. Verte Sin Verte
7. Dónde Me Lleva Tu Amor
8. ¿Dónde Está Tu Pecho?
9. No Estás Aquí
10. El Primer Amor

- Ojos (1992)

1. Ojos
2. Amarte
3. Yo No Sabía
4. Ven
5. Sin Ti No Tengo Vida
6. Día de Amor
7. Me la Voy a Llevar
8. Fabuloso
9. Si Te Vas
10. Te Soy Sincero

- Amores Extraños (1995)

1. Amores Extraños
2. Ay Ay Amor
3. Dios
4. Lagrimita
5. Yo Quiero Una Mujer
6. Y Qué Pasó
7. Se Fue
8. Quién Soy Yo Sin Ella
9. Y Nos Dieron las Diez
10. Asombro
11. No Me Sirve el Corazón
12. Ando Buscando

- No Te Olvides (1998)

1. La Flaca
2. Mi Niña Bonita
3. Como Loco
4. Y Cómo Se lo Digo
5. No Te Olvides
6. El Antídoto
7. Todavía
8. Tres
9. Tu Perdón
10. Borracho de Amor
11. Si o Si
12. Soy Uno de Esos
13. Llegaste Tarde
14. La Fuerza del Corazón
15. Ámame Una Vez Más

- Vuelve el Merengue (1999)

1. Enamorao
2. Weepa
3. Las Mujeres
4. Adicto
5. Tú Vas a Volar
6. Sin Verte
7. Sin Ti (Salsa)
8. Volveré (Bachata)
9. Para Que No Me Olvides (Bachata)
10. Yo Sé Que Es Mentira
11. El Toro y la Luna

- Volando Alto (2001)

1. Por Qué Tú No Estás
2. Vuelve
3. Y No Voy a Llorar
4. Mirando las Estrellas
5. Sobreviviré
6. Si nos dejan
7. No Vuelvo a Creer
8. No Cabe Olvido
9. Lleno de Amor
10. Si Fuera Por Mi
11. Cibao Adentro

- El Cantante (2002)

1. Locamente Enamorado
2. Habla
3. Entre Tú y Mil Mares
4. Esa Mujer
5. Tendidos en la Cama
6. En Un Beso la Vida (Bolero)
7. Se Fue Mi Amor
8. ¿Por Qué Es Tan Cruel el Amor?
9. Carmela Linda
10. Menéate

- Tonto Corazón (2004)

1. Tonto Corazón
2. Se Nos Fue el Amor (Merengue)
3. Eso Duele
4. Gitana
5. Hipocresía
6. Vete
7. No Puedo Vivir
8. Tu Fotografía
9. Ahora Vuelves
10. Se Nos Fue el Amor (Balada)
11. Cuántas Veces
12. El Perro Ajeno (Bonus Track)
13. El Perro Ajeno (feat. JV; Reggaeton)

- Dulce Veneno (2007)

1. Hazme el Amor
2. Cría Cuervos
3. Dulce Veneno
4. El Día Que Te Vayas
5. Tonto Corazón (Bachata)
6. Amada Amante
7. Valió la Pena
8. Dos Soledades
9. Mal Querida
10. Pecado Mortal
11. Así No Te Amarán Jamás
12. Valió la Pena (Bonus Track)

- Genial (2010)

1. Te Amo
2. Te Regalo Amores (feat. Rakim & Ken-Y)
3. Recuérdame (feat. Indhira Rubiera)
4. Extrañándote (feat. Michel "El Buenón")
5. Yesterday (Versión Español)
6. Tonto Corazón (Bachata)
7. Penas (feat. Michel "El Buenón")
8. Quiero Felicitarte (feat. El Improviso)
9. Yesterday (Versión Inglés) (feat. David Fisher)
10. El Día Que Te Vayas
11. El Toquecito
12. Aquí Todo Se Paga
13. Contigo en la Cabeza

- Hecho Está[11] (2022)

1. Hecho Está
2. Un Compromiso
3. Descubri
4. El Primer Beso
5. No Quiero Envejecer
6. Las Locuras Mias
7. Te Amo Hoy (Feat. Miriam Cruz)
8. Entregame Tu Amor
9. El Regalo
10. Ya No Tengo Ganas
11. Que Sera De Mi
12. Nunca Fui Dueño